# Культура Мальты
Культура Мальты отражает различные общества, которые вступали в контакт с Мальтийскими островами на протяжении веков, включая соседние средиземноморские культуры и культуры народов, правивших Мальтой в течение длительного периода времени до её независимости в 1964 году.

## Культура доисторической Мальты

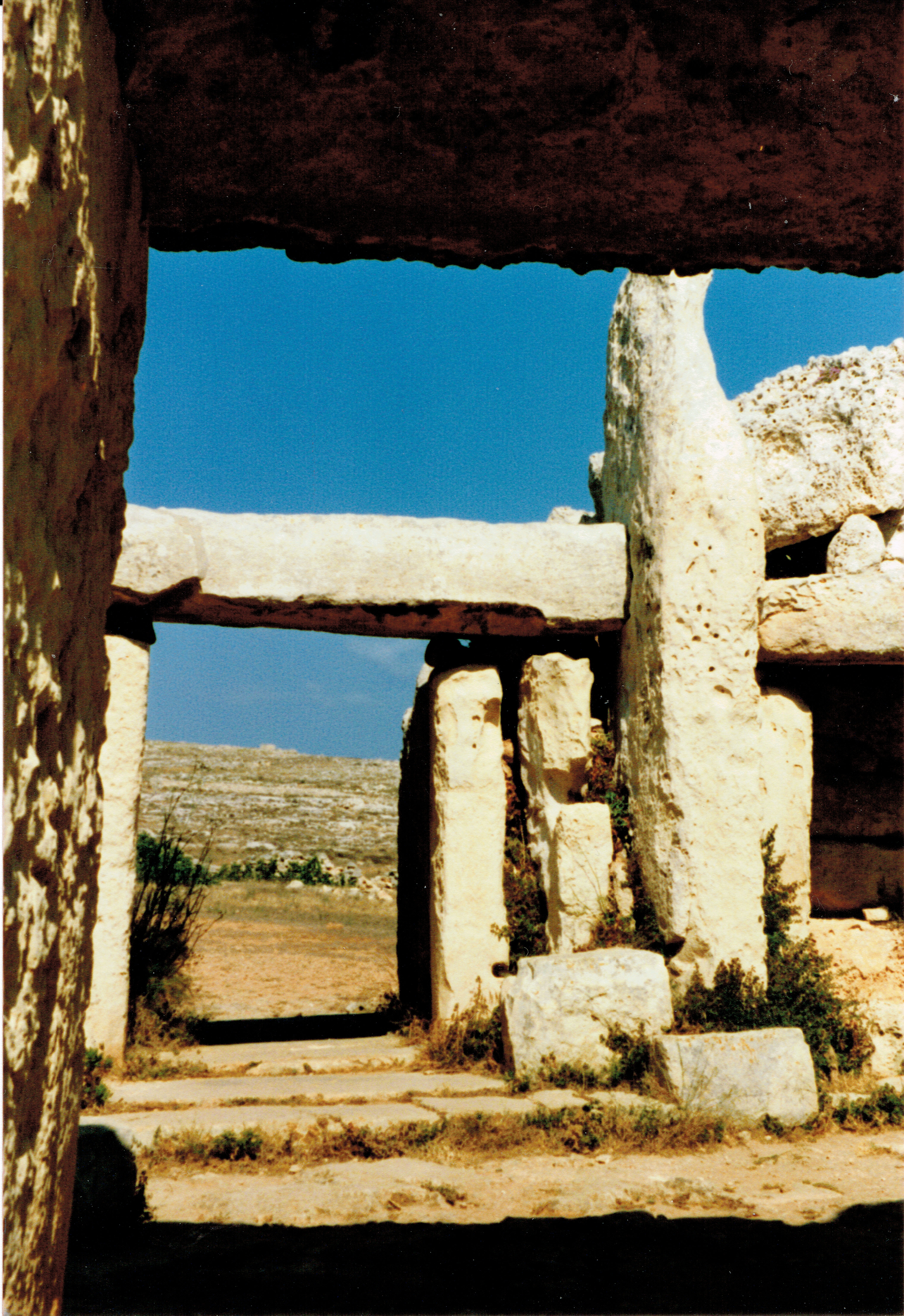
Храмовый комплекс Мнайдра

Считается, что самыми ранними жителями мальтийских островов были сиканы из соседней Сицилии, которые прибыли на остров незадолго до 5000 года до нашей эры. Они выращивали злаки, разводили домашний скот и, в соответствии со многими другими древними средиземноморскими культурами, создали культ плодородия, представленный на Мальте статуэтками необычно больших размеров. Керамика самого раннего периода мальтийской цивилизации (известного как мальт. Għar Dalam phase) похожа на образцы, найденные в Сицилии. Эти люди были либо вытеснены, либо дали начало культуре мегалитических храмов, чьи сохранившиеся памятники на Мальте и Гоцо считаются самыми древними стоячими каменными сооружениями в мире. Храмы датируются 4000-2500 годами до нашей эры и обычно состоят из сложной конструкции трилистника.
Мало что известно о строителях храмов Мальты и Гоцо, однако есть некоторые свидетельства того, что их ритуалы включали жертвоприношение животных. Эта культура исчезла с мальтийских островов около 2500 года до нашей эры и была заменена культурой новых иммигрантов.

## Развитие современной мальтийской культуры
Культура современной Мальты была описана как «богатый набор традиций, верований и практик», который является результатом «длительного процесса адаптации, ассимиляции и смешивания верований и обычаев, почерпнутых из различных противоречивых источников». Она подверглась тем же сложным историческим процессам, которые породили языковую и этническую примесь, определяющую, кто сегодня является народом Мальты и Гоцо.
Современная мальтийская культура ― это в основном латиноевропейская культура, в которой присутствует и недавнее британское наследие. В начале своей истории Мальта также подвергалась влиянию семитов. Нынешнее наследие этого явления ― скорее лингвистическое, чем культурное. Латиноевропейский элемент является главным источником мальтийской культуры из-за практически непрерывного культурного воздействия на Мальту в течение последних восьми столетий и того факта, что Мальта разделяет религиозные верования, традиции и церемонии своих сицилийских и южноевропейских соседей.

#### Еврейское присутствие

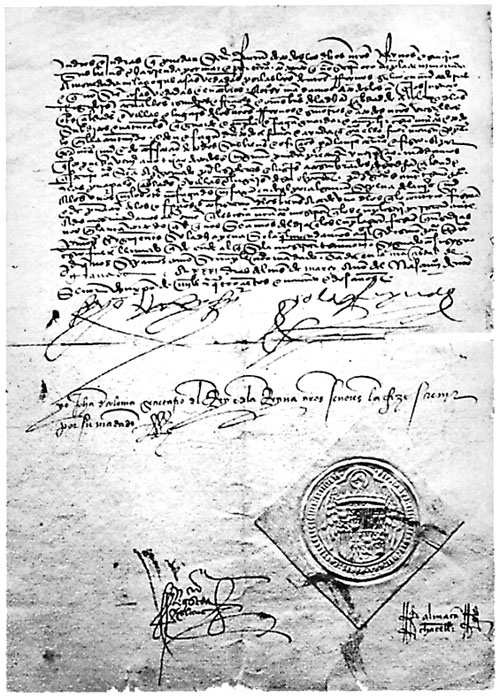
Альгамбрский эдикт.

#### Рабы на Мальте

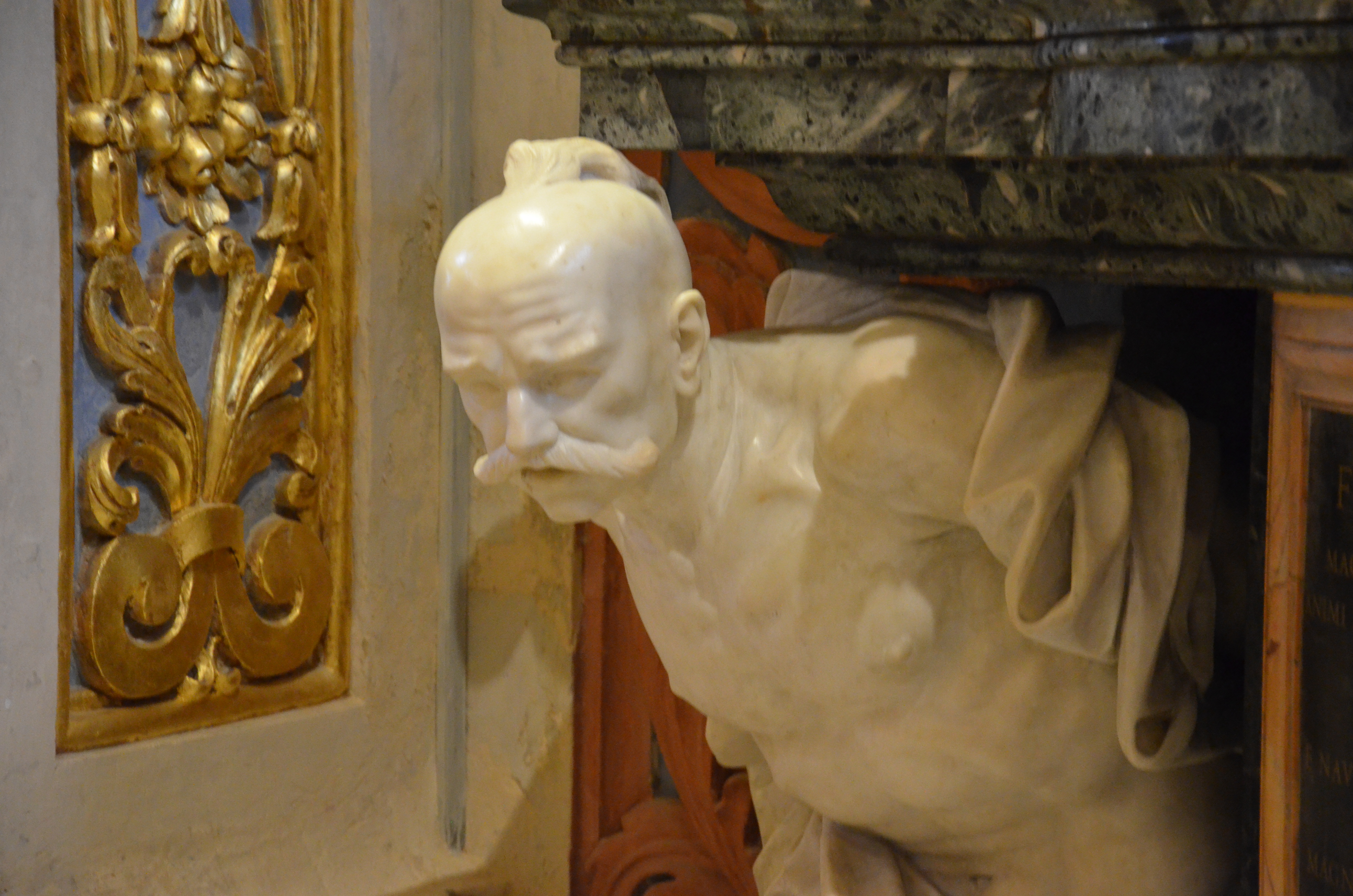
Cкульптура мусульманского раба на погребальном памятнике Николаса Котонера.

#### Католицизм

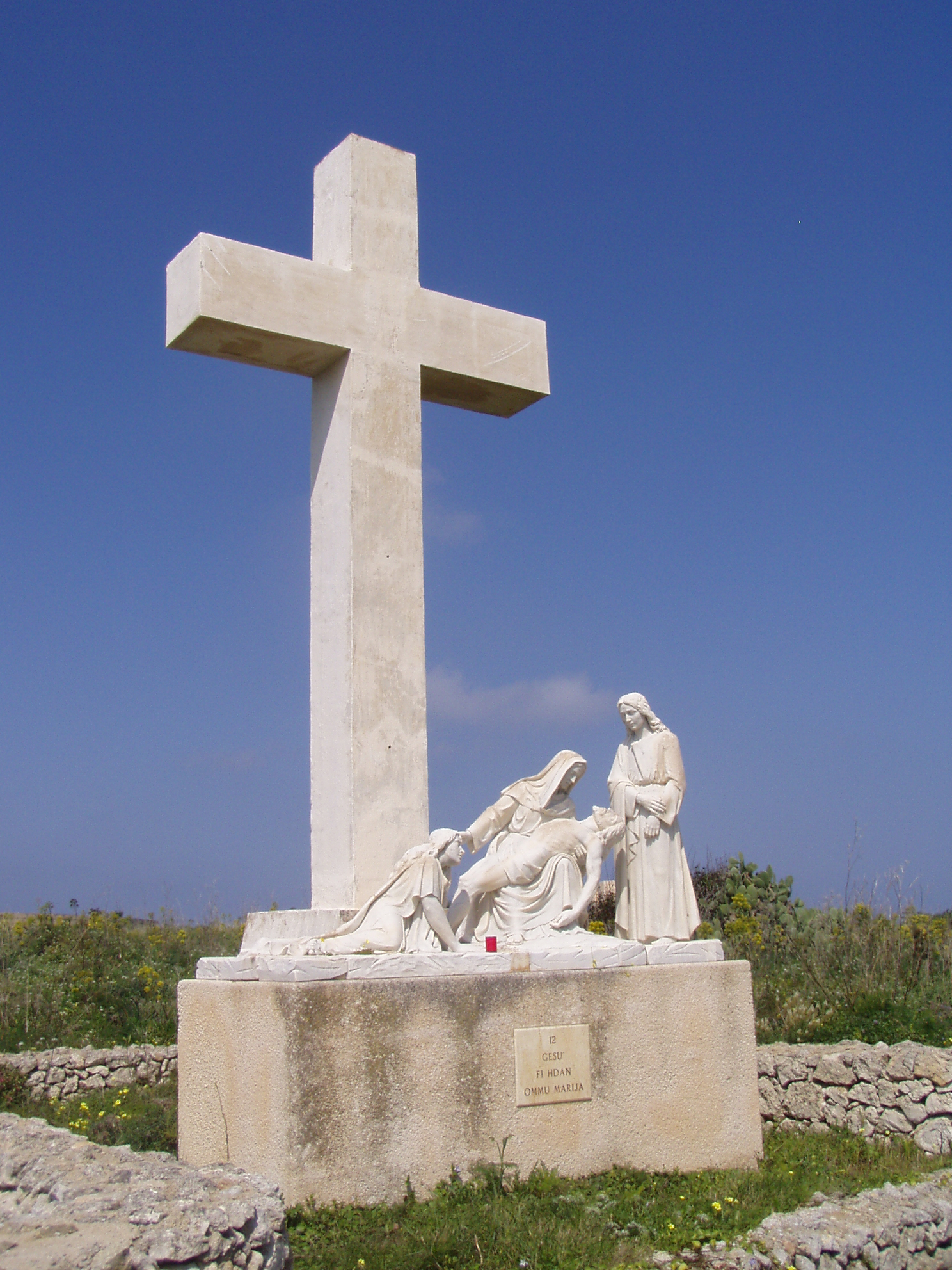
12-е богослужение Крестного пути в Та’Пину, Арб, Гоцо

#### Норманны

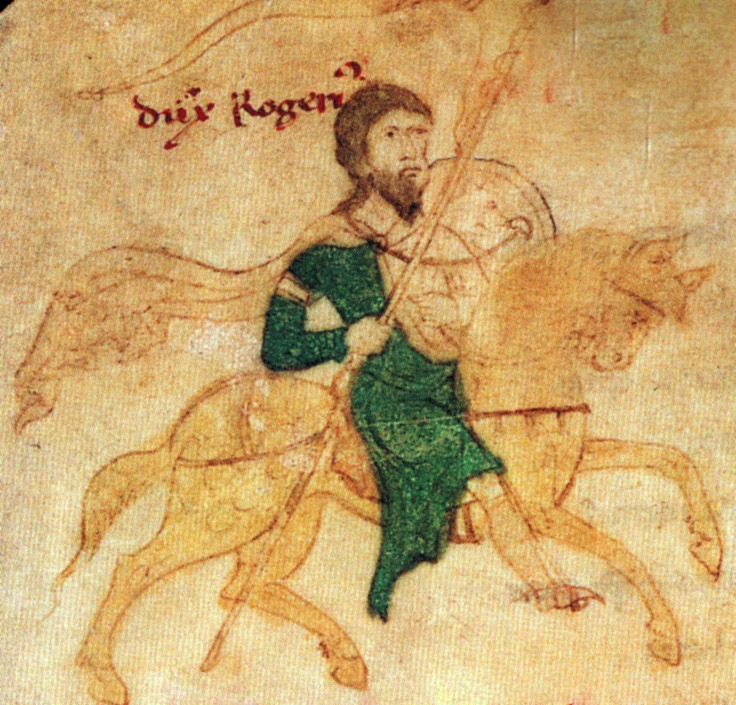
При Роджере II, короле Сицилии, христианство было восстановлено в качестве основной веры Мальты

#### Испания

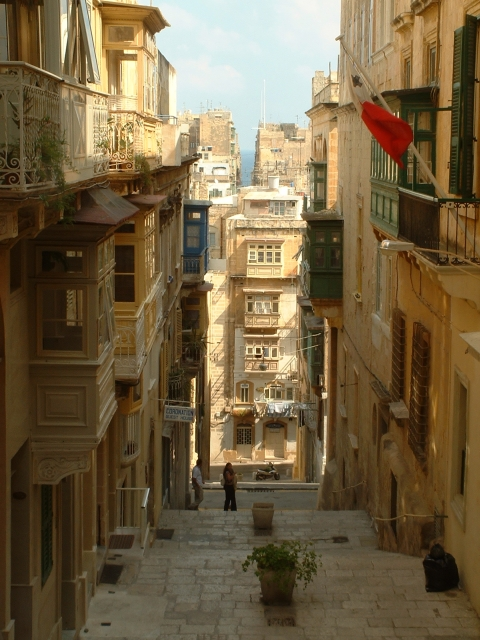
Деревянные балконы и кованые перила Валлетты